# السياسة القطبية الشمالية لروسيا
السياسة القطبية الشمالية لروسيا هي السياسة الداخلية والخارجية للاتحاد الروسي فيما يتعلق بالمنطقة الروسية في المنطقة القطبية الشمالية. تُعرّف المنطقة الروسية في القطب الشمالي في «سياسة القطب الشمالي الروسي» على أنها جميع الممتلكات الروسية الواقعة شمال الدائرة القطبية الشمالية. (نحو خمس مساحة اليابسة في روسيا تقع إلى الشمال من الدائرة القطبية الشمالية.) تُعد روسيا واحدة من خمس دول تحدّ المحيط المتجمد الشمالي. في عام 2011، من بين 4 ملايين نسمة في القطب الشمالي، يعيش نحو مليوني في روسيا القطبية الشمالية، ما يجعلها أكبر بلد في القطب الشمالي من حيث عدد السكان. ومع ذلك، في السنوات الأخيرة، كان عدد سكان القطب الشمالي في روسيا في انخفاض.
تتمثل الأهداف الرئيسية لروسيا في سياستها الخاصة بالقطب الشمالي في استخدام مواردها الطبيعية، وحماية النظم البيئية، واستخدام البحار كنظام نقل لصالح روسيا، والتأكد من أن تبقى منطقة سلام وتعاون. تحتفظ روسيا حاليًا بوجودها العسكري في القطب الشمالي ولديها خطط لتطوير ذلك، بالإضافة إلى تعزيز وجود حرس الحدود/خفر السواحل هناك. قامت روسيا لعدة قرون باستخدام منطقة القطب الشمالي لتحقيق مكاسب اقتصادية للشحن وصيد الأسماك. تمتلك روسيا خططًا لاستغلال مخزون الموارد البحرية الكبيرة في القطب الشمالي. إن طريق البحر الشمالي له أهمية خاصة بالنسبة لروسيا من أجل النقل، وينظر مجلس الأمن الروسي في مشاريع لتطويره. كما ذكر مجلس الأمن الحاجة إلى زيادة الاستثمار في البنية التحتية للقطب الشمالي.
تجري روسيا أبحاثًا مكثفة في منطقة القطب الشمالي، لا سيما المحطات الجليدية المأهولة للركاب وبعثة أركتيكا 2007، التي كانت أول من وصل إلى قاع البحر في القطب الشمالي. يهدف البحث جزئيًا إلى دعم مطالبات روسيا الإقليمية، خاصة تلك المتعلقة بالمنحدر القاري الموسع لروسيا في المحيط المتجمد الشمالي.

## لمحة تاريخية
في الأول من أكتوبر عام 1987، قدم الأمين العام السوفيتي ميخائيل غورباتشوف مبادرة مورمانسك التي تنص على ستة أهداف للسياسة الخارجية القطبية الشمالية للاتحاد السوفيتي: إنشاء منطقة خالية من الأسلحة النووية في أوروبا الشمالية، الحد من النشاط العسكري في بحار البلطيق والشمال والنرويج وغرينلاند، التعاون في تنمية الموارد، تشكيل مؤتمر دولي حول تنسيق البحث العلمي في القطب الشمالي، التعاون في حماية وإدارة البيئة، وفتح طريق بحر الشمال.

## الجغرافيا
| Map showing the Kara Sea. · Map showing the East Siberian Sea. |

حددت وزارة التنمية الاقتصادية الروسية ثمان مناطق لدعم المنطقة القطبية الشمالية ستركز عليها الموارد المالية والمشروعات، بهدف تعزيز الإمكانيات الاقتصادية لطريق بحر الشمال مع ضمان ألا يقتصر الوجود الروسي على استخراج الموارد.
المناطق الثمانية هي كولا، أرخانجيلسك، نينيتس، فوركوتا، يامال نينيتس، تيمور توروخان، شمال ياكوتيا وتشوكوتكا. في منطقة شمال ياكوتيا، يشمل المشروع إعادة بناء ميناء تيكسي البحري وميناء زيلينوميسكي. في منطقة أرخانجيلسك، سوف يشمل ذلك بناء سكة حديد بيلكومور.

## الاستكشاف
كانت أول رحلة مسجلة إلى المنطقة القطبية الشمالية الروسية من قِبل نوفغوروديان أوليب في عام 1032، حيث اكتشف بحر كارا. من القرن الحادي عشر إلى القرن السادس عشر، استكشف سكان المناطق الساحلية الروسية في البحر الأبيض، أو البومور، تدريجياً أجزاء أخرى من ساحل القطب الشمالي، متجهين إلى نهري أوب وينيسي، مُقيمين مراكز تجارية في منجزيّا. استمرارًا للبحث عن الفراء وحيوان الفظ (الوالروس) وعاج الماموث، وصل القوزاق السيبيريون تحت قيادة ميخائيل ستادوكين إلى نهر كوليما بحلول عام 1644. اكتشف إيفان موسكفيتين بحر أوخوتسك في عام 1639 واكتشف فيدوت أليكسييف بوبوف وسيميون ديتشنيوف مضيق بيرينج في عام 1648، حيث أسس ديتشنيوف مستوطنة روسية دائمة بقرب ما يسمى اليوم أنادير.
بعد أن تولى بطرس الأول العرش، بدأت روسيا في تطوير البحرية واستخدامها لمتابعة رحلاتها الاستكشافية في القطب الشمالي. استكشف فيتوس بيرنغ كاماتشاتكا في عام 1728، بينما اكتشف مساعدو بيرينغ، إيفان فيودوروف وميخائيل غوزفديف ألاسكا في عام 1732. كانت الرحلة الاستكشافية الشمالية العظمى، التي استمرت من 1733 إلى 1743، واحدة من أكبر مغامرات الاستكشاف في التاريخ، والتي نظمها وقادها فيتوس بيرنغ، أليكسي تشيريكوف وعدد من المستكشفين الرئيسيين الآخرين. اكتشف فريق من الحملة الاستكشافية برئاسة بيرنغ وشريكوف شخصيًا ألاسكا الجنوبية وجزر الأليوتيان وجزر القائد، بينما قامت الفرق التي قادها ستيبان ماليجين وديمتري أوفتسين وفيودور مينين وسيميون تشيليوسكين وفاسيلي برونتشيتشيف وخاريتون لابتيف وديمتري لابتيف برسم خريطة معظم ساحل القطب الشمالي الروسي (من البحر الأبيض في أوروبا إلى مصب نهر كوليما في آسيا). أسفرت الحملة عن 62 خريطة كبيرة ومخططات لمنطقة القطب الشمالي.

## المطالبات الإقليمية

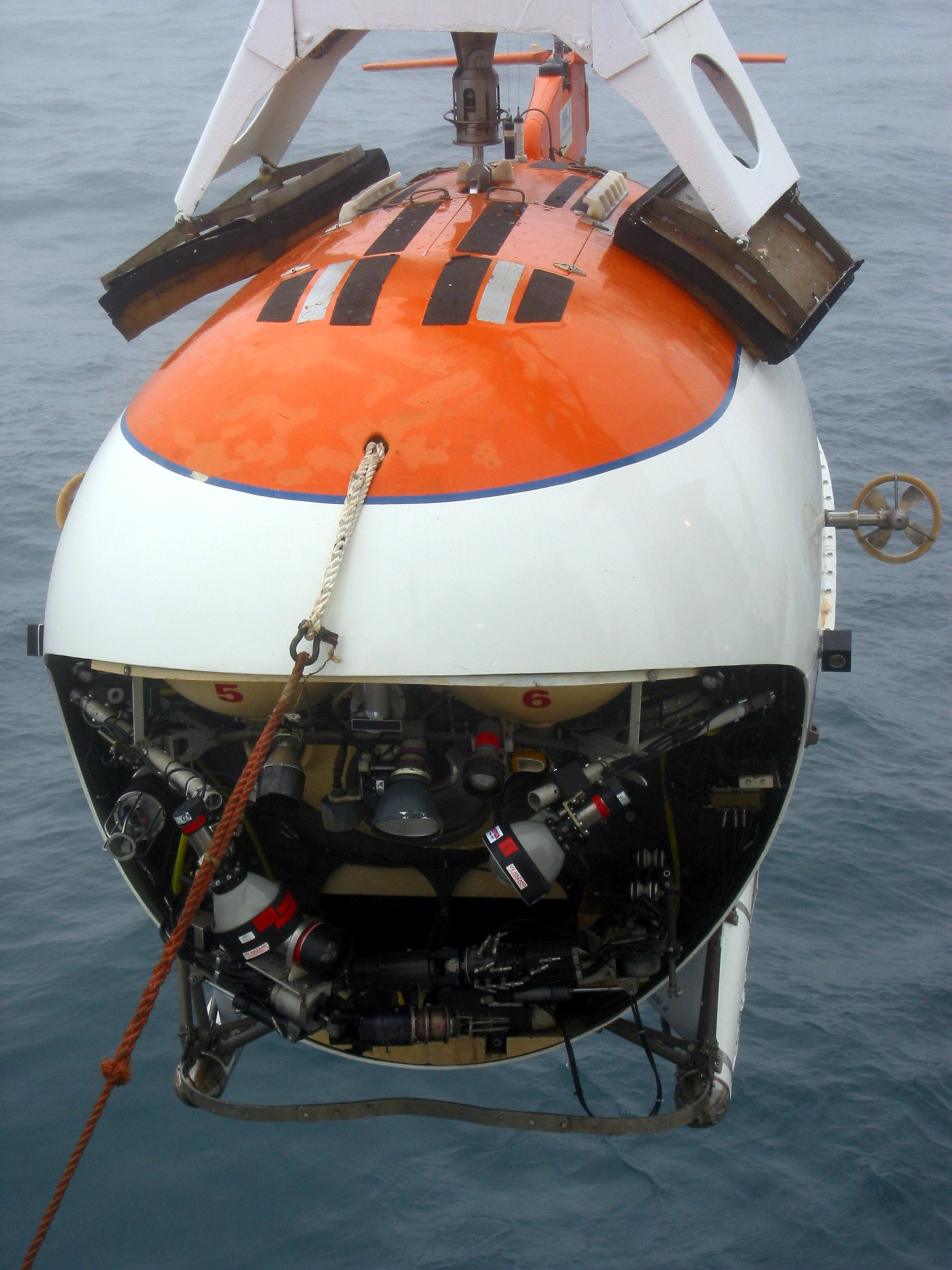
غواصات MIR التي استخدمت في حملة أركتيكا 2007 إلى القطب الشمالي.

تعود المطالبات الإقليمية الروسية الحديثة بالقطب الشمالي رسميًا إلى 15 أبريل 1926، عندما طالب الاتحاد السوفيتي بالأرض الواقعة بين 32°04'35«شرقًا و168°49'30» غربًا. مع ذلك، انطبقت هذه المطالبة تحديدًا فقط على الجزر والأراضي داخل هذه المنطقة. أُشير إلى الحدود البحرية الأولى بين روسيا والنرويج، من الفارانجرفورد، في عام 1957. مع ذلك، فإن التوترات عادت للظهور بعد أن تقدمت الدولتان بطلبات بشأن المنحدر القاري في ستينيات القرن العشرين. بدأت المحادثات غير الرسمية في سبعينيات القرن العشرين حول رسم حدود في بحر بارنتس لتسوية المطالبات المختلفة، حيث أرادت روسيا أن تكون الحدود خطًا يمتد شمالًا مباشرة من البر الرئيسي، بمساحة 67,000 ميل مربع (170,000 كيلومتر مربع) أكثر مما كانت عليه. في 15 سبتمبر 2010، وقع وزيرا الخارجية جوناس غار ستور وسيرجي لافروف، للنرويج وروسيا بالترتيب، معاهدة تقسم بشكل فعال الأراضي المتنازع عليها مناصفةً بين البلدين، واتفقا أيضًا على التشارك في إدارة الموارد في تلك المنطقة حيث تتداخل القطاعات الوطنية. كان البلدان بالفعل يشتركان في إدارة أماكن الصيد في بحر بارنتس منذ اتفاقية المنطقة الرمادية لعام 1978، والتي تُجدد سنويًا منذ توقيعها.
في 12 مارس 1997، صادقت روسيا على اتفاقية الأمم المتحدة لقانون البحار (UNCLOS)، والتي سمحت للبلدان بتقديم مطالبات بخصوص المنحدرات القارية الموسعة. وفقًا لاتفاقية الأمم المتحدة لقانون البحار، قدمت روسيا في 20 ديسمبر 2001 إلى لجنة الأمم المتحدة لحدود المنحدر القاري (CLCS)، مطالبة بخصوص منحدر قاري موسع خارج منطقتها الاقتصادية الحصرية ذات الـ 200 ميل (320 كم). ادّعت روسيا أن سلسلتين جبليتين تحت الماء -تلال لومونوسوف ومندليف -داخل المنطقة الروسية من القطب الشمالي كانتا امتدادات لقارة أوراسيا وبالتالي جزءًا من المنحدر القاري الروسي. لم تقم CLCS التابعة للأمم المتحدة بالتحقق من صحة ولا إبطال المطالبة ولكنها طلبت من روسيا تقديم بيانات إضافية لتبرر مطالبتها. سوف تقدم روسيا بيانات إضافية إلى CLCS في عام 2012.
في أغسطس 2007، قامت حملة استكشافية روسية تدعى أرتكتيكا 2007، بقيادة أرتور تشيلينغاروف، بزرع العلم الروسي في قاع البحر في القطب الشمالي. تمّ ذلك في سياق البحث العلمي لتبرير مطالبة روسيا المقدمة عام 2001 بخصوص المنحدر القاري الموسع. تم جمع عينات من الصخور والطين والمياه والنباتات من قاع البحر وحُملت إلى روسيا للدراسة العلمية. أعلنت وزارة الموارد الطبيعية في روسيا أن العينات التي تم جمعها من البعثة مماثلة لتلك الموجودة على المنحدرات القارية. تستخدم روسيا هذا لإثبات ادعائها بأن تلال لومونوسوف في قسمها هو تكملة للمنحدر القاري الذي يمتد من روسيا، وأن روسيا لديها مطالبة مشروعة بخصوص قاع البحر. رفضت الولايات المتحدة وكندا غرس العلم ووصفت ذلك بأنه رمزية بحتة ولا معنى له من الناحية القانونية. وافق وزير الخارجية الروسي سيرجي لافروف على ذلك قائلاً للصحافيين: «إن الهدف من هذه الحملة الاستكشافية ليس المشاركة في مطالبة روسيا بل إظهار أن منحدرنا يصل إلى القطب الشمالي». وأكد أيضًا أن قضايا إقليم القطب الشمالي «يمكن معالجتها فقط على أساس القانون الدولي والاتفاقية الدولية لقانون البحار وفي إطار الآليات التي تم إنشاؤها وفقًا لها لتحديد حدود الدول التي تمتلك منحدرًا قاريًا.» في مقابلة أخرى قال سيرجي لافروف: «لقد دهشت من تصريح نظيري الكندي بأننا نزرع الأعلام حولنا. نحن لا نرمي الأعلام هنا وهناك. نحن فقط نفعل ما فعله المستكشفون الآخرون. الغرض من الحملة لا يتمثل في متابعة ما هو لصالح روسيا، ولكن لإثبات أن منحدرنا يمتد إلى القطب الشمالي. بالمناسبة العلم على القمر، كان له نفس الوضع.»
اجتمع وزراء الخارجية وغيرهم من المسؤولين الذين يمثلون كندا والدنمارك والنرويج وروسيا والولايات المتحدة في ايلوليسات، غرينلاند في مايو 2008، في مؤتمر المحيط المتجمد الشمالي وأعلنوا بيان إيلوليسات. من بين أمور أخرى، نص البيان على أنه ينبغي حل أي مسائل تتعلق بتعيين الحدود في القطب الشمالي على أساس ثنائي بين الأطراف المتنافسة.
تحقق مثال على هذا الاتفاق الثنائي بين روسيا والنرويج في عام 2010.